# Kiuruvesi
Kiuruvesi je město a obec (kunta) ve Finsku, v kraji Severní Savo. V roce 2023 měla obec 7578 obyvatel. Celková rozloha obce činí 1,422.90 km2 (94.79 km2 tvoří vodní plocha), což z Kiuruvesi činí 51. největší obec ve Finsku. Je plně finskojazyčná. Vznikla roku 1873, status města získalo Kiuruvesi v roce 1993.
Po zimní válce v roce 1940 se v Kiuruvesi usadilo asi 2 000 Karelů z východních oblastí, které Finsko muselo postoupit Sovětskému svazu. V centru Kiuruvesi, vedle evangelického luteránského kostela, pro ně byl v roce 1957 postaven pravoslavný kostel. Populace obce dosáhla vrcholu v 60. letech 20. století (zhruba 17 000 obyvatel), ale od té doby setrvale klesá, kvůli neustálé migraci do metropolitních oblastí jižního Finska.
V roce 2003 pracovalo 27 procent zaměstnanců města v zemědělství a lesnictví. Desetina zemědělské půdy Kiuruvesi je obhospodařována ekologicky, a proto je město někdy nazýváno „hlavním městem ekologického Finska“.
Ke známým rodákům patří rallye jezdec Jari Huttunen, bronzový olympijský medailista v lyžování Paavo Lonkila nebo oštěpař a bronzový medailista z evropského šampionátu Soini Nikkinen.